# توماس أ. ديلاني
توماس أ. ديلاني هو قاضي وسياسي أمريكي، ولد في 23 أبريل 1886، وتوفي في 17 مايو 1969. انتخب عضو جمعية ولاية ويسكونسن ‏.